# 沙彦珣墓
沙彦珣墓，位于山西省朔州市山阴县马营庄乡沙家寺村东500米处，是中华人民共和国山西省文物保护单位之一。
1986年8月18日，授予山西省文物保护单位，是一座古墓葬。